# Кольпіт
Кольпі́т або вагіні́т (лат. colpitis, vaginitis; від грец. κόλπος і лат. vagina — «піхва») — запальне захворювання слизової оболонки вагіни. Чинники, що сприяють кольпіту — загальні хронічні захворювання, порушення функції яєчників, недотримання правил особистої гігієни. Виникненню кольпітів сприяють запальні захворювання внутрішніх жіночих геніталій або травми вагіни (механічні, хімічні, термічні), опущення вагінальних стінок, нераціональне використання антибіотиків.
Збудниками запального процесу слизової оболонки вагіни є патогенні мікроорганізми: стафілококи (рідше стрептококи), кишкова паличка, протей, трихомонади, мікоплазми, гонококи та інші. Для уточнення причини кольпіту обов'язкові дослідження вмісту з вагіни — за допомогою мікроскопії досліджується мазок. Також проводиться бактеріологічний посів вмісту на поживні середовища.

## Загальні ознаки
Основні прояви: рясні гнійні або слизово-гнійні вагінальні виділення, відчуття важкості внизу живота. Інтенсивність клінічних проявів залежить від збудника захворювання, стану захисних сил організму, віку хворої. Наприклад, рясні гнійні, піняві виділення, що супроводяться свербінням та печінням вульви, характерні для трихомонадного кольпіту. При мікотичному (грибковому) кольпіті виділення білого кольору, за консистенцією і виглядом нагадують м'який сир, наявне свербіння і печіння у вагіні. Описані симптоми характерніші для дорослих жінок.
У дівчат[уточнити] запалення слизової оболонки вагіни, як правило, супроводиться запаленням зовнішніх геніталій — вульвітом, тому в цих випадках застосовується термін «вульвовагініт». Розвитку бактерійного вульвовагініту сприяють загальні хронічні захворювання. Вульвовагиніти бактерійної природи частіше супроводжуються мізерними виділеннями. Рясні, інколи з домішкою крові виділення, характерні для захворювання, яке спричинює потрапляння чужорідного тіла у вагіну. При появі у дівчат виділень необхідно звернутися в дитячу гінекологію.
У жінок менопаузального віку кольпіт виникає на тлі змін, пов'язаних із згасанням функції яєчників; слизова оболонка вагіни у них тонка, атрофічна, легко травмується, і при потраплянні гноєрідних мікроорганізмів легко запалюється. Це так званий сенільний кольпіт. При появі гнійних виділень, особливо з домішкою крові, слід терміново звернутися до гінеколога, пам'ятаючи про те, що це може бути ознакою і серйознішого захворювання.

## Лікування
Лікування кольпіту визначається причиною, що викликала його. Призначаються антибіотики місцево у свічках, або іноді системно. Своєчасно почате лікування дає хороший ефект і дозволяє попередити ускладнення, що часто виникають при кольпітах, що перебігають тривало, особливо у літніх жінок і дівчат.